# ナサニエル・グリーン (原子力潜水艦)
|          |                                                 |
| 艦歴     |                                                 |
| 発注:    | 1961年7月21日                                   |
| 起工:    | 1962年5月21日                                   |
| 進水:    | 1964年5月12日                                   |
| 就役:    | 1964年12月19日                                  |
| 退役:    | 1986年12月15日                                  |
| その後:  | 原子力艦再利用プログラム                        |
| 除籍:    | 1987年1月31日                                   |
| 性能諸元 |                                                 |
| 排水量:  | 水上 7,250トン 水中 8,250トン                   |
| 全長:    | 129.5 m (425 ft)                                |
| 全幅:    | 10 m (33 ft)                                    |
| 吃水:    | 9.6 m (31 ft 5 in)                              |
| 機関:    | 原子力ギアード・タービン推進 GE S5W原子炉 1基   |
| 最大速:  | 水上 16ノット (30 km/h) 水中 21ノット (39 km/h) |
| 兵員:    | 各班とも士官14名、兵員126名                     |
| 兵装:    | ミサイル発射管16門 21インチ魚雷発射管4門        |

ナサニエル・グリーン(USS Nathanael Greene, SSBN-636)は、アメリカ海軍の原子力潜水艦。ジェームズ・マディソン級原子力潜水艦の10番艦。艦名は大陸軍の将軍であったナサニエル・グリーンに因む。グリーン将軍に因んで命名された艦としては擬似戦争に参戦したフリゲート以来3隻目（先の2隻はジェネラル・グリーンと名付けられた）。

## 艦歴
ナサニエル・グリーンは1962年5月21日にメイン州キタリーのポーツマス海軍造船所で起工する。1964年5月12日にニアンダー・W・ウェード夫人（グリーン将軍の子孫）によって命名、進水し、1964年12月19日にブルー班艦長ロバート・E・クリスピン中佐およびゴールド班艦長ウィリアム・M・コサブーン中佐の指揮下就役する。
ナサニエル・グリーンは1964年12月30日にゴールド班が乗り組み、整調のためポーツマスを出航した。1965年2月1日にブルー班と交代、整調巡航の後ポーツマスで信頼性試験が行われ、その後ミサイルを搭載し最初の戦略抑止哨戒に出航する。
1986年3月13日、ナサニエル・グリーンはアイリッシュ海で座礁しラダーとバラストタンクを大きく損傷した。5月に予備役となり、12月15日に退役、1987年1月31日に除籍された。
ナサニエル・グリーンの座礁はアメリカの弾道ミサイル原子力潜水艦が起こした初の重大事故であった。しかし、本艦の退役によりアメリカ合衆国は第二次戦略兵器制限交渉の制限を容易に達成できることとなった。
ナサニエル・グリーンは1998年9月1日にワシントン州ブレマートンで原子力艦再利用プログラムに基づき解体が開始され、2000年10月20日に作業は完了した。
ナサニエル・グリーンのセイル部分は復元され、現在フロリダ州ポートカナベラルで「自由のための41隻 41 for Freedom」の記念として展示されている。

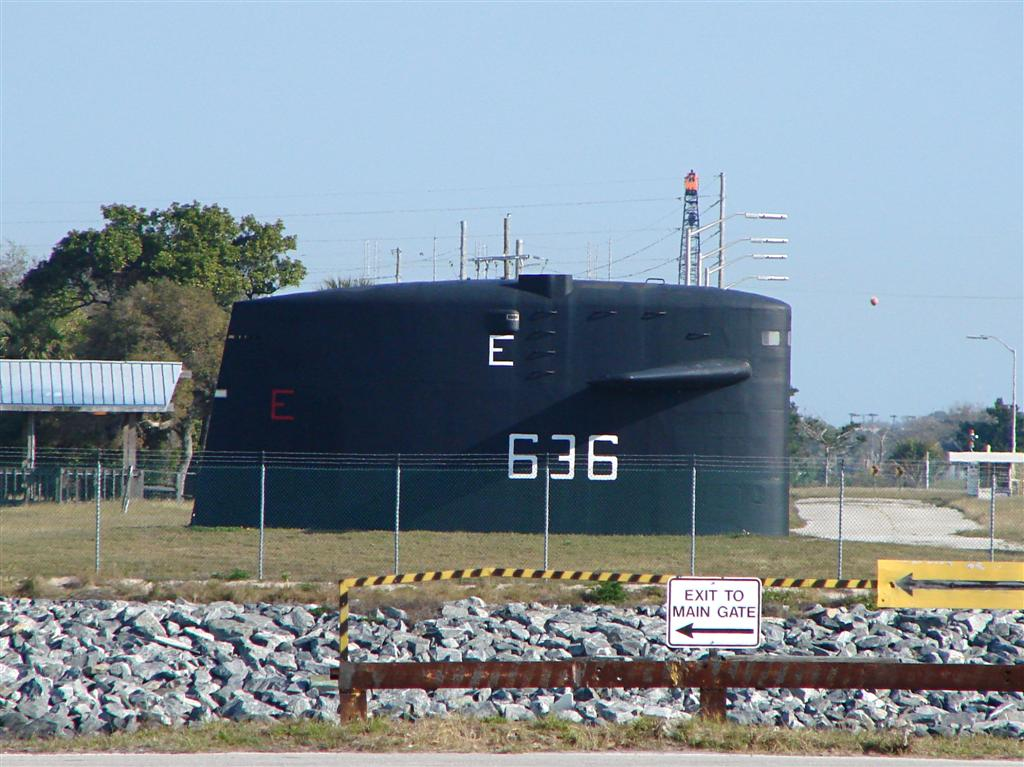
ポートカナベラルに展示されるナサニエル・グリーンのセイル部分